# 貢寮新社慈仁宮
25°01′31″N 121°55′20″E / 25.025174°N 121.922261°E
貢寮新社慈仁宮，是位於臺灣新北市貢寮區的媽祖廟，原先是平埔族原住民巴賽族的祭祀地，有一座列為新北市古蹟的清朝石碑。

## 廟宇沿革

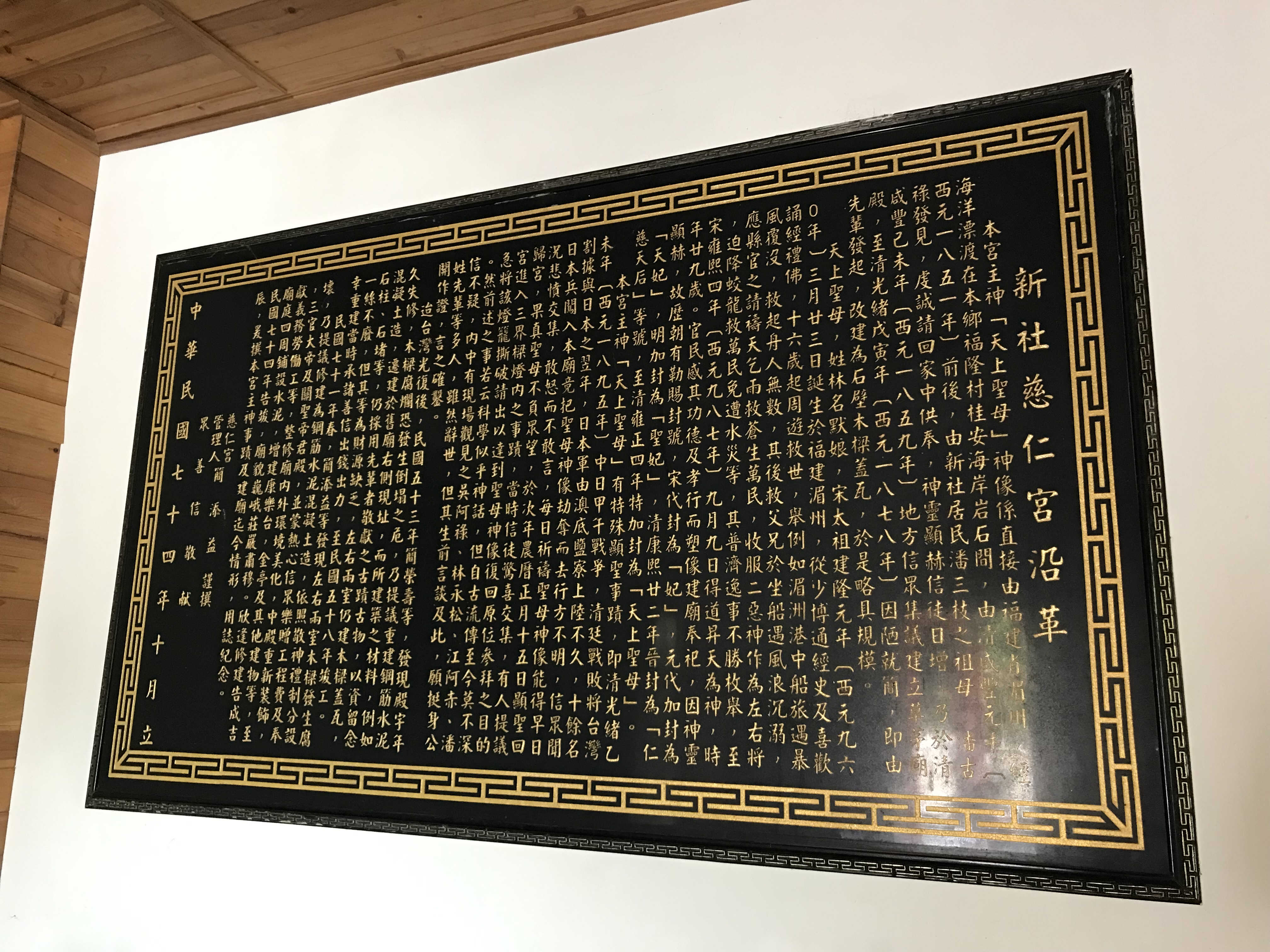
沿革

新社慈仁宮原先是巴賽族三貂社公廨所在地。相傳建立媽祖廟的緣由，是清朝時居民潘古祿海邊撿拾一尊媽祖像並奉祀家中，日久信徒日增而建廟。依沿革記載，為咸豐己未年（1859年）草建，光緒戊寅年（1878年）改建。
1964年，廟遷建於舊廟右側後，古文物依然保留咸豐九年（1859年）木雕神龕，以及光緒四年（1878年）的正殿正面石造牆與石龍柱等。依沿革記載，1982年重建為今日水泥混擬土建築，於1985年竣工。

## 與原住民關係
廟方右側有一座立於咸豐六年（1856年）的奉憲示禁碑，內容為官府嚴禁衙門差役未經通報即跨越轄界捉拿嫌疑犯、或假借公事而行擄劫，反映當時原住民與漢族之間的歷史。
據日治時期文獻與當地原住民潘安輝等表示，廟埕曾為他們社眾聚集會飲歌舞之地，等在此此社眾會飲、跳聯手舞，舉行賽跑，而農曆七月十五日則會至海濱舉行稱為「pu．Babui」的祭祖儀式。
廟宇右邊護坡原先有一座紀念賓惠廉的教堂，曾記錄於馬偕在1889年12月11日的日記。後來漢人因族群仇恨，來此焚毀教堂與殺害原住民。原先該教堂的初代信徒後代，後來成為新社慈仁宮的管理員。
到1990年代，新社慈仁宮附近的原住民已剩約七戶。當地的原住民曾對楊南郡抱怨，漢人在此設置第九公墓，觸犯他們的禁忌而被迫放棄家園。1994年10月30日，溫振華、陳志梧、黃美英、劉益昌、楊南郡等學者來此附近探查凱達格蘭族遺跡。
2003年4月13日，台北縣凱達格蘭協會會長潘慶田與幾十名凱達格蘭族帶著祭品來廟埕集合，先到三貂溪出海口海祭，再回來祭場牽曲跳戲。